# Zebrzydów

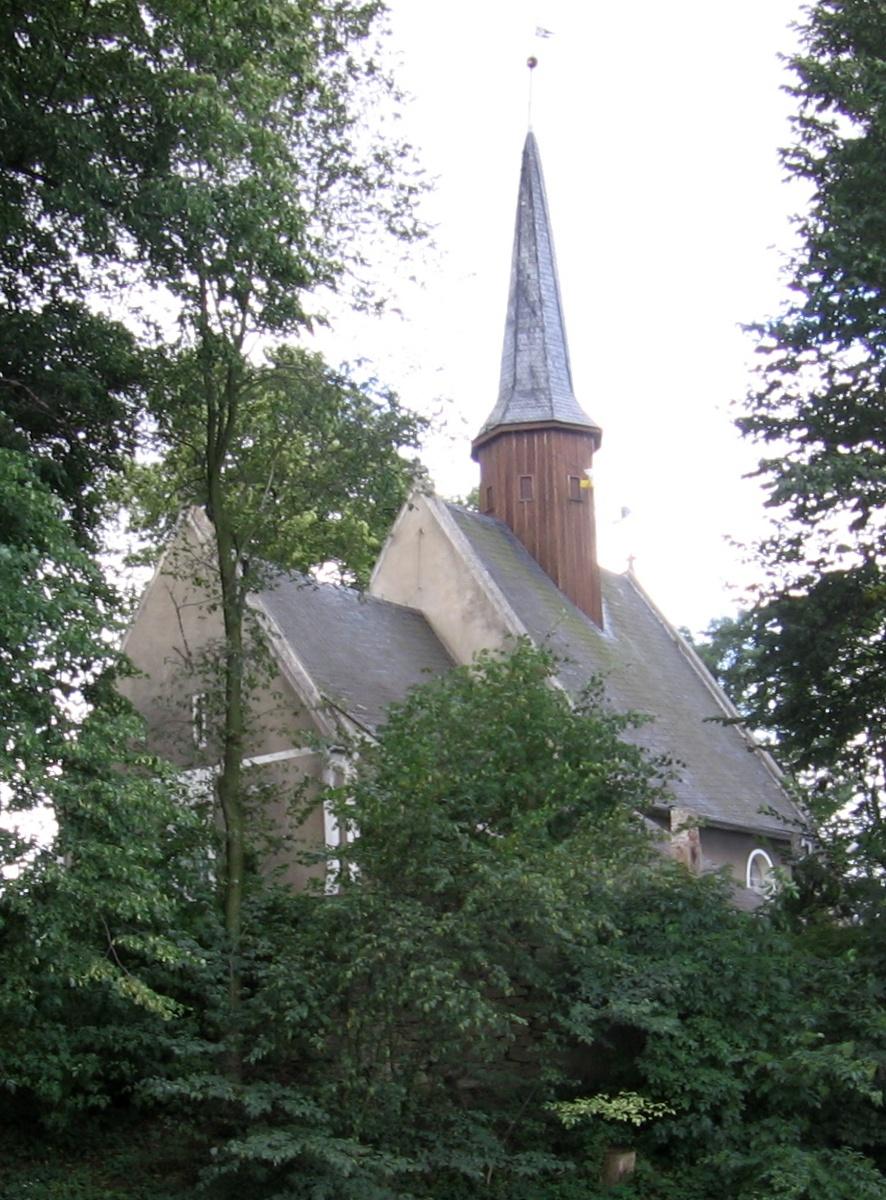
Mutter-Gottes-Kirche in Zebrzydów

Zebrzydów (deutsch Seiferdau; veraltet auch Seifriedau) ist ein Dorf in der Landgemeinde Marcinowice (Groß Merzdorf) im Powiat Świdnicki (Kreis Schweidnitz) der Woiwodschaft Niederschlesien in Polen.

## Lage
Zebrzydów liegt ca. 15 Kilometer östlich von Świdnica (Schweidnitz) und 41 Kilometer südwestlich von Breslau. 
Nachbarorte sind Marcinowice (Groß Merzdorf) im Südwesten, Kątki (Käntchen) und Wirki (Klein Wierau) im Süden, Szczepanów (Stephanshain) im Norden, Biała (Klein Bielau) im Nordosten und Sady (Krotzel) sowie Mysłaków (Kaltenbrunn) im Südosten. 

## Geschichte
Die erste urkundliche Erwähnung erfolgte 1193 als „Zyuridou“ bzw. „Zyvridov“. Der Ort wurde zwischen 1221 und 1247 zu Deutschem Recht ausgesetzt und vermutlich mit Kolonisten aus Flandern besiedelt. Damals gehörte es zum Herzogtum Liegnitz und gelangte bei dessen Teilung 1274/77 an das Herzogtum Schweidnitz-Jauer.
Zwischen 1319 und 1324 erwarb Heinrich Calvus von Ritter Hans Heyda von „Syffridow“, Abt des Breslauer Sandstifts das Gericht von Seifriedau mit einer „freien Schaftrift, Burggetreide, einem Scheffel Weizen, einem Scheffel Hafer und einer Mühle auf welcher 2 1/2 Mark Zinsen sind...“ 1327 waren neben dem Gericht, die fünf Hufen große Scholtisei, der Kretscham und die Mühle in Besitz von Nicolaus von Seiferdau, welchem Herzog Bolko II. einen halben Rossdienst verkaufte. Die Obergerichtsbarkeit fiel bald darauf an den Grafen Mathias Trencz und von diesem 1351 an das Breslauer Sandstift. In der Verkaufsurkunde wurde der Besitzer Nicolaus von Seiferdau auch als Ritter „Kurtebok“ bezeichnet, mit dem Verweis, dass „das Stift die Landvogtei in Seiferdau bekommen solle, wenn es diese Villa von Nicolaus zurückkaufen würde“. Die Kurtebok oder Possolt waren auch Erbherren des sogenannten herzoglichen Burggetreides, welches die 24 zinspflichtigen Hufen von Seiferdau an den Landesherren zu entrichten hatten. Aus den Urkunden geht hervor, dass die Possolts zunächst grundherrliche Rechte über das ganze Dorf ausübten, bis sie das Sandstift aus dem Dominium des Stiftsdorfes verdrängte. 1392 erwarb Abt Heinrich von den Gebrüdern Possolt das Gericht und die Scholtisei zu Seifriedau. 1397 verkaufte Heinrichs Nachfolger Abt Nicolaus die Scholtisei und das „obere“ Vorwerk, an den Schweidnitzer Bürger Peter Probisthayn mit zwölf Hufen, wie es die Brüder Possolt besaßen, jedoch mit Ausnahme einiger Rechte, frei von allen Diensten. 1483 verkaufte Georg Borewicz dem Stift auch das obere Vorwerk für 125 Mark Hellermünzen. Hans Czedlicz übergab das Niedervorwerk, das aus zehn Hufen bestand, dem Stiftsamtmann Peter Runge „zu Händen des Klosters“ und des Propstes zu Gorkau zu einem ewigen „Testamentsgestifte und Seelgeräthe“.
Nach dem Ersten Schlesischen Krieg fiel Seiferdau mit dem größten Teil Schlesiens an Preußen. Die alten Verwaltungsstrukturen wurden aufgelöst und Seiferdau in den Kreis Schweidnitz eingegliedert. 1785 zählte Seiferdau eine zu Kaltenbrunn gehörige Filialkirche, ein Schulhaus, 17 Bauern, sechs Gärtner, 19 Häusler, eine Wassermühle und 308 Einwohner. Bis zur Säkularisation in Preußen 1810 blieb Seiferdau Stiftsbesitz. Ab 1813 gehörte es zum Regierungsbezirk Reichenbach und nach dessen Auflösung 1820 zum Regierungsbezirk Breslau. 1845 befanden sich in Seiferdau 42 Häuser, eine Freischoltisei, zwei Lehngüter, 495 meist katholische Einwohner (68 evangelisch), eine katholische Filialkirche der Pfarrkirche zu Kaltenbrunn mit zwei Hufen Pfarrwidum, eine katholische Schule, eine Ölmühle, eine Wassermühle, eine Windmühle, 17 Handwerker, ein Krämer sowie eine Ziegelei des Besitzers Horstig, die 1840 400.000 Flachwerke produzierte. Seit 1874 gehörte die Landgemeinde Seiferdau zum Amtsbezirk Käntchen. Bis 1888 war Seiferdau evangelisch zur Friedenskirche vor Schweidnitz gepfarrt. 1903 wurde eine evangelische Kirche errichtet.
Als Folge des Zweiten Weltkriegs fiel Seiferdau mit dem größten Teil Schlesiens 1945 an Polen. Nachfolgend wurde es durch die polnische Administration in Zebrzydów umbenannt. Die deutschen Einwohner wurden, soweit sie nicht schon vorher geflohen waren, vertrieben. Die neu angesiedelten Bewohner stammten teilweise aus Ostpolen, das an die Sowjetunion gefallen war. Nach 1945 wurde die evangelische Kirche abgerissen.

## Sehenswürdigkeiten
- Die Mutter-Gottes-Kirche, vor 1945 St.-Hedwigs-Kirche, die eine Filialkirche der Pfarrkirche zu Kaltenbrunn war, geht auf eine Gründung des 13. Jahrhunderts zurück; heutiger Bau aus dem Beginn des 16. Jahrhunderts, im 18., 19. und 20. Jahrhundert renoviert, im Presbyterium spätgotisches Portal, ein steinernes Taufbecken aus dem 16. Jahrhundert, hölzerner Barockaltar aus dem 18. Jahrhundert, Orgel von der Firma Schlag & Söhne, an den Außenwänden Epitaphien aus dem 17. und 18. Jahrhundert.
- Herrenhaus, aus der zweiten Hälfte des 19. Jahrhunderts mit Wohn- und Wirtschaftsgebäuden und einem Landschaftspark.